# Marquesado de Casa Bermeja

Escudo de Casabermeja, en la provincia de Málaga.

El marquesado de Casa Bermeja es un título nobiliario español creado por la reina regente María Cristina de Habsburgo y concedido, en nombre de Alfonso XIII, a José López de Carrizosa y Giles, hijo de Francisco Javier López de Carrizosa y Pavón, I marqués de Mochales y VIII marqués de Casa Pavón, el 13 de marzo de 1894 por real decreto y el 25 de junio del mismo año por real despacho.
Su nombre hace referencia al municipio andaluz de Casabermeja, en la provincia de Málaga, cuyos antiguos señores, la familia sevillana de los Pineda, lo vendieron a  Catalina de Ribera en 1483, recayendo siglos después en Francisco Javier López de Carrizosa y Pavón, hijo del beneficiario.

## Marqueses de Casa Bermeja
|                           | Titular                                   | Periodo                   |
| Creación por Alfonso XIII | Creación por Alfonso XIII                 | Creación por Alfonso XIII |
| ------------------------- | ----------------------------------------- | ------------------------- |
| I                         | José María López de Carrizosa y Giles     | 1894-1923                 |
| II                        | Miguel López de Carrizosa y Ponce de León | 1923-1941                 |
| III                       | Maximiliano López de Carrizosa y Ratibor  | 1941-¿?                   |

## Historia de los marqueses de Casa Bermeja
La historia de los marqueses de Carulla es la que sigue:
- José María López de Carrizosa y Giles, I marqués de Casa Bermeja, III marqués de Mochales, XI marqués de Casa Pavón, caballero maestrante de la Real de Ronda y poseedor de los señoríos de Casa Bermeja, Moral de Calatrava y Mochales, por cesión en 1891 de sus hermanos Francisco Javier y Miguel, ambos sin descendientes.

Casó con Inés Ponce de León y León. En 1923 le sucedió su hijo:
- Miguel López de Carrizosa y Ponce de León, II marqués de Casa Bermeja , IV marqués de Mochales, XII marqués de Casa Pavón, caballero maestrante de la Real de Sevilla.

Sin descendientes. En 1941 le sucedió su sobrino:
- Maximiliano López de Carrizosa y Ratibor, III marqués de Casa Bermeja.